# Théodore François Joseph Leclaire
Pour les articles homonymes, voir Leclaire.
Théodore François Joseph Leclaire, né le 18 octobre 1752 à Termonde (Comté de Flandre), mort le 13 janvier 1811 à Strasbourg (Bas-Rhin), est un général français de la Révolution et de l’Empire.

## États de service
Il entre en service comme soldat au régiment d’Anhalt, il devient sous-lieutenant le 17 juillet 1764, lieutenant en premier le 16 octobre 1768, et il fait la campagne de Corse de 1767 à 1770. Il est nommé capitaine en second le 4 juillet 1777 au régiment de Bretagne, et premier capitaine en second du 2e bataillon de Salm-Salm, ci-devant régiment d’Anhalt.
Il est promu major au régiment de Bouillon le 5 novembre 1786, il est fait chevalier de Saint-Louis le 7 janvier 1787. Il passe colonel le 1er janvier 1791,commandant le 96e régiment d'infanterie, et le 12 juillet suivant, il prend le commandement du 98e régiment d’infanterie. Il combat à Jemappes le 6 novembre 1792, et à Liège le 27 novembre suivant.
Il est promu général de brigade le 8 avril 1793, et à la fin du mois d'août 1793, il combat les troupes du duc d'York à Wormhout et à Esquelbecq où il reprend le château puis par Bergues et Warhem, il atteint Hondschoote où il participe de manière prépondérante à la bataille du 6 au 8 septembre 1793. Il y commande notamment la 32e division de la gendarmerie qui porte depuis sur son drapeau « Hondschoote 1793 ».
À la suite de cette victoire, il est élevé au grade de général de division le 22 septembre 1793. Le 13 mars 1795, il prend le commandement de la 16e division militaire à Saint-Omer, puis il se rend à Lille, où se combinent les opérations de la campagne de Hollande. Mais quelque temps après, devant le dépérissement de sa santé, le général en chef lui confie de nouveau le commandement de la 16e division. 
En l’an IV, il se rend à l’Armée de Rhin-et-Moselle, sous les ordres du général Pichegru, et le 15 janvier 1796, il commande l’arrondissement de Colmar, où il prend toutes les dispositions pour faciliter la retraite du général Moreau lors du passage du Rhin.
Le 25 décembre 1796, il est nommé par le directoire, inspecteur général de l’Armée de Sambre-et-Meuse, mais sa santé ne lui permet pas d’accepter cette fonction, et le 3 mars 1797, il est mis à la disposition du Ministre de la guerre pour être employé au commandement d’une division territoriale.
Il prend le commandement de la place de Lille le 13 octobre 1800, il est fait chevalier de la Légion d’honneur le 11 décembre 1803, et commandeur de l’ordre le 14 juin 1804.
Le 3 décembre 1804, il est investi du commandement de la place de Strasbourg, et il meurt le 13 janvier 1811 dans cette place. Il est enterré à Kientzheim dans le Haut-Rhin.

## Sources
- (en) « Generals Who Served in the French Army during the Period 1789 - 1814: Eberle to Exelmans »
- Thierry Pouliquen, « Les généraux français et étrangers ayant servis [sic] dans la Grande Armée » (consulté le 31 mars 2014)
- « Cote LH/1529/9 », base Léonore, ministère français de la Culture
- A. Lievyns, Jean Maurice Verdot, Pierre Bégat, Fastes de la Légion-d'honneur, biographie de tous les décorés accompagnée de l'histoire législative et réglementaire de l'ordre, volume 5, Bureau de l’administration, janvier 1844, 529 p. (lire en ligne), p. 328.